# 东卜乡
东卜乡是中国河南省信阳市罗山县下辖的一个乡。

## 行政区划
东卜乡下辖：烧盆村、新湾村、淮河桥村、孙店村、东铺村、林寨村、龙泉村、北马店村、北杨店村、吴老湾村、康店村、瀛湖村、陈大寨村、瀛冲村、黄湾村。